# 俞万春
俞万春（1794年—1849年），字仲华，号忽来道人，浙江山阴（今绍兴）人，清代小说家。俞万春早年曾随父从军，平定民變。后受父亲嘱托，用22年时间，写成长篇小说《蕩寇誌》（又名《结水浒传》）。此书于咸丰三年（西元1853年）刊行于世。俞万春还著有《骑射论》、《释医学辩证》、《净土事相》等。

## 生平
俞万春于清朝乾隆五十九年（1794年）出身于浙江山阴一个地方官吏的家庭，早年丧母，体弱多病。家中藏书繁多，俞万春自幼聪颖，博览群书，亦好弓马、兵法，喜醫學。二十岁时，曾随父至广东从军，平定道光十一年（1831年）与十二年间粤东瑶民的民變。民变平定后以功叙官，俞万春坚辞不就，后来回到浙江，寄居于杭州西湖，行医济世。道光二十年（1840年），英军进犯顺德，俞万春又献策军门，备陈战守器械，受到当时的浙江巡抚刘玉坡的赞赏。俞万春性情倜傥，淡泊功名，常常以酒一壶，铁笛一枝，分系牛角，游行于西湖之上，自号为“黄牛道人”。
晚年皈依佛教，道光二十九年（1849年）元旦无疾而逝，死前颂《金刚经》百遍。

## 《荡寇志》
俞万春开始写作《荡寇志》是在道光六年（1826年）。据其弟俞灥的回忆，俞万春有感于罗贯中的《水浒传》中“邪说淫辞，坏人心术，贻害无穷”，在禀告其父后，受父亲之托写作一部《水浒传》之续书，“提明真事，破他伪言，使天下后世深明盗贼、忠义之辨”。俞万春在《荡寇志缘起》中自称是十三岁时受“雷霆上将陈丽卿”托梦而作此书。但据其弟俞灥之言，是因为俞万春幼时多疾，曾受名叫陈丽卿的女道士的医治，因而有此一说。《荡寇志》于道光十五年（1835年）完成初稿，之后曾经历作者的大幅删改，直到道光二十七年（1847年）才完成，但并未付梓。据其子记载，俞万春逝世时，《荡寇志》尚未完成修改，最后由其子于道光三十一年（1851年）校订刊印。全书紧接着《水浒传》第七十回“忠义堂石碣受天文 梁山泊英雄惊恶梦”的故事，从第七十一回写到第一百四十回，共七十回，末附“结子”一回。